# Discothyrea denticulata
Discothyrea denticulata is een mierensoort uit de onderfamilie van de Proceratiinae. De wetenschappelijke naam van de soort is voor het eerst geldig gepubliceerd in 1939 door Weber.